# Милош Кодемо
Милош Кодемо (Београд, 26. јун 1978) српски је директор фотографије, сниматељ, фотограф и глумац.

## Биографија
Студирао је камеру на ФДУ. Члан је УФУС-а. Власник је студија за филмску и видео продукцију „Co.Demo Studio”.
Режирао је и написао  спот за песму „Никад не заборави”, Огија Радивојевића. Песма је била званична химна Европског првенства у рукомету 2012. године. Био је директор фотографије у споту за песму „Анђеле мој брате” и „Прва и последња кап” групе Ван Гог.
Добитник је награде за најбољу фотографију за филм Милош Бранковић, на филмском фестивалу Синема сити одржаном од 14. до 21. јуна 2008. у Новом Саду.

## Филмографија
1. Лажа и паралажа (филм) (1998), асистент камере
2. Британски гамбит (1998), асистент камере
3. Црни у души (2001), сниматељ, краткометражни
4. Глад (2002), сниматељ
5. Отело (2003), сниматељ, краткометражни
6. ОК, ајмо испочетка (2003), сниматељ, краткометражни
7. Последњи тренутак вечности (2008), сниматељ, краткометражни
8. Ближњи (2008), Steadicam Operator
9. Милош Бранковић (филм) (2008), директор фотографије
10. Улица липа (2008), Steadicam Operator (13 епизода)
11. Зона мртвих (2009), Steadicam Operator
12. Туга (2009), директор фотографије, краткометражни
13. Sunset from a Rooftop (2009), Steadicam Operator, краткометражни
14. Литургија (ТВ серија) (2009), Steadicam Operator
15. Српски филм (2010), Steadicam Operator
16. Сва та равница (2010), Steadicam Operator (12 епизода)
17. Плави воз (филм) (2010), Steadicam Operator
18. Мирис кише на Балкану (ТВ серија) (2010), Steadicam Operator (1 епизода)
19. Ма није он такав (2010), Steadicam Operator, визуелни ефекти
20. Непријатељ (2011), Steadicam Operator
21. Бели лавови (2011), Steadicam Operator
22. Практични водич кроз Београд са певањем и плакањем (2011), Steadicam Operator
23. Сањам да је боље (2012), сниматељ, краткометражни
24. Плави воз (серија) (2012), Steadicam Operator (3 епизоде)
25. Најлепша је земља моја (2012), Steadicam Operator
26. Инспектор Нардоне (2012), Steadicam Operator, оператор на А камери (2 епизоде)
27. Јагодићи (ТВ серија) (2012-2013), Steadicam Operator (12 епизода)
28. Кругови (филм) (2013), Steadicam Operator
29. Тајно (2013), Steadicam Operator
30. Монтевидео, видимо се! (2014), Steadicam Operator
31. 3 дана за убиство (2014), оператор на Ц камери
32. Атомски здесна (2014), Steadicam Operator
33. Монтевидео, Бог те видео! (ТВ серија) (2013-2014), Steadicam Operator (19 епизода)
34. Новембарски човек (2014), Steadicam Operator, камера оператор
35. Еверли (филм) (2014), оператор на А камери
36. Бранио сам Младу Босну (2014), Steadicam Operator
37. Мач освете (2015), Steadicam Operator, оператор на Б камери
38. Off (филм) (2015), Steadicam Operator
39. Последњи пантери (2015), камера оператор (6 епизода)
40. Игра у тами (филм) (2015), директор фотографије
41. Шума (филм) (2016), Steadicam Operator, камера оператор
42. Упркос снегу који пада (2016), камера оператор
43. Влажност (филм) (2016), Steadicam Operator
44. Guilt (2016), Steadicam Operator, камера оператор (1 епизода)
45. Марс (2016), Steadicam Operator (1 епизода)
46. Убице мог оца (2016-2018), директор фотографије
47. Реквијем за госпођу Ј (2017), Steadicam Operator
48. Обичан човек (2017), Steadicam Operator
49. Papillon (2017), Steadicam Operator, оператор на Б камери
50. Extinction (2018), оператор на Б камери
51. Заспанка за војнике (2018), директор фотографије
52. Змајовини пангалози (2019), Steadicam Operator

## Улоге
| Год.       | Назив                    | Улога                         |
| ---------- | ------------------------ | ----------------------------- |
| 1990.-те   |                          |                               |
| 1993.      | Три карте за Холивуд     | Питер                         |
| 1993.      | Лакши случај смрти       | Реља                          |
| 1995.      | Крај династије Обреновић | Ђорђе Петровић, Христинин син |
| 1995.      | Тераса на крову          | младић на ролшулама           |
| 1996-1997. | Горе-Доле (ТВ серија)    | Дудин друг 1                  |
| 2021.      | Певачица (ТВ серија)     | таксиста                      |